# Incognito (album Amandy Lear)
Incognito – album francuskiej piosenkarki Amandy Lear, wydany w 1981 roku.

## Ogólne informacje
Incognito to piąty studyjny album Amandy Lear. Jego klimat odbiegał nieco od brzmień dyskotekowych, z jakimi początkowo kojarzono artystkę, jako że utrzymano go w konwencji pop-rockowej. Album wyprodukował Anthony Monn.
Jest to tzw. album koncepcyjny, oparty na koncepcie grzechów głównych, gdzie do tradycyjnych siedmiu Amanda Lear dodała dwa kolejne grzechy: biurokrację i nostalgię. Każda piosenka odnosi się do innego grzechu.
Wydany w marcu 1981 album został uznany za bardzo dobre wydawnictwo, tym bardziej iż poprzednią płytę, Diamonds for Breakfast, przyjęto dość chłodno. Płyta stała się sukcesem zwłaszcza w krajach skandynawskich. Dobrze przyjęto ją także w Ameryce Południowej - na tamtejszy rynek Amanda Lear nagrała 3 piosenki z płyty w języku hiszpańskim.
Album został wydany tylko na winylu i kasecie magnetofonowej. Nie ukazał się jeszcze na krążku CD. Obecnym właścicielem nagrań jest firma Sony BMG Music Entertainment. Nie jest znana data wydania albumu na płycie kompaktowej przez tę wytwórnię.

## Lista utworów
| Strona A: 1. "Hollywood Is Just a Dream When You’re Seventeen" - 4:50 2. "Love Amnesia" - 3:45 3. "Red Tape" - 3:28 4. "New York" - 4:28 Strona B: 1. "Egal" - 4:08 2. "Berlin Lady" - 3:22 3. "Nymphomania" - 3:27 4. "If I Was a Boy" - 4:10 5. "Made in France" - 2:10 | Strona A: 1. "Hollywood Is Just a Dream When You’re Seventeen" 2. "Love Amnesia" 3. "Red Tape" 4. "New York" Strona B: 1. "Igual" 2. "Dama de Berlin" 3. "Ninfomanía" 4. "If I Was a Boy" 5. "Made in France" |

## Pozycje na listach
| Kraj     | Pozycja |
| -------- | ------- |
| Szwecja  | 28      |
| Norwegia | 19      |

## Single z płyty
- 1981: "Egal"
- 1981: "Love Amnesia"
- 1981: "Nymphomania"
- 1981: "Hollywood Is Just a Dream When You’re Seventeen"
- 1981: "Red Tape"